# كهن زرد دو (كوه بنج)
کهن زرد دو (بالفارسية: کهن‌زرد 2) هي مستوطنة تقع في إيران في البلدة المركزية.